# 湯鎮業
湯鎮業（ケン・トン、1958年9月29日 - ）は、英国領香港出身の、中国香港の俳優・プロデューサーである。また、広東省の政協委員としても活動中。無綫電視養成所の八期生。兄は同じく香港俳優の湯鎮宗。子に双子タレントの湯君慈・湯君耀らがいる。

## 経歴
8人きょうだいの5番目の子として生まれる。香港の貧民家庭で育ったが、学業成績は極めて優秀で、学生時代には飛び級も経験したほどであった。香港培英中学を卒業後、一時は南丫島で左官として働いていたが、あるとき父親の友人のコネで中環の映画製作会社に就職し、1年足らずの間、雑務も厭わず仕事に勤しんだ。一方で湯の父親の友人は、かねてより湯の端正な顔立ちを高く評価しており、香港最大手テレビ局・無綫電視（TVB）の俳優養成所を受験するよう彼に勧めていた。湯は当初、演技の勉強にあまり興味はなかったものの、俳優として成功すれば大金を稼げると考え直し、養成所を受験して、見事合格。1979年に養成所の八期生として卒業した後は、俳優デビューを飾り、めきめきと頭角を現し、人気俳優の地位を確立した。特に、同じくイギリス香港の人気俳優であった苗僑偉・劉徳華・黄日華・梁朝偉の4人と、5人組ユニットグループ「無綫五虎将」を結成。イギリス香港での国民的スター俳優になった。
香港が英国から中国に返還された1997年頃からは、香港のテレビドラマ・映画は勿論、大陸のドラマ・映画にも多数出演するようになり、中国全土において知名度を高めた。
日本では、『宮 パレス 〜時をかける宮女〜』の康熙帝役や『隋唐演義 〜集いし46人の英雄と滅びゆく帝国〜』の楊堅(隋文帝)役などを演じたことでよく知られる。

## 人物
時代劇では、朱元璋・楊堅・康熙帝・雍正帝・乾隆帝といった数々の皇帝役を好演。重厚な帝王の役を演じることが多い一方で、ドラマ『大南遷』では悪辣な宦官・田令孜役を演じたり、ドラマ『末代皇帝伝奇〜The Last Emperor Legend〜』では海千山千の慶親王役を演じるなど、幅広い役柄をこなし、実力を発揮している。
英語・広東語・北京語・潮州語、全4種類の言語を話すことができる。

## 出演作品

### ドラマ【香港(英国・中国)】
1979年
- 『楚留香』- 官差 役(※以下、役は省略)
- 『《山村樂》：愛花之人/兩婆孫/來遲一步/繼續演出/捐血不簡單』- 細朱

1980年
- 『風雲風雲』- 胡宏遠
- 『上海灘』- 陳翰林
- 『上海灘续集』- 飛燕電影公司演員
- 『京華春夢』- 江学舟
- 『千王之王』- 小劉
- 『乱世兒女』- 卜大虎
- 『龍仇鳳血』
- 『衝擊』- 雷朗生
- 『屋簷下』：死結 - Ken
- 『百合花』：成長 - 王家正
- 『打工仔』：退休 -江樂堅

1981年
- 『風雨晴』- 程志韜
- 『他的一生』- 李俊傑
- 『無雙譜』- 阮心讓
- 『前路』- 鄒潛

1982年
- 『天龍八部（中国語版）』- 段誉
- 『十三太保』- 康君立（中国語版）
- 『香城浪子』- 應子輝

1983年
- 『十三妹』- 安驥
- 『豹子胆』- 喬震宇
- 『神雕侠侶（中国語版）』霍都（中国語版）
- 『阿茂揸槍』- 陳春茂

1984年
- 『決戦玄武門』- 李元吉
- 『信是有緣』- 楊振明
- 『五虎将』- 洪鎮
- 『寶芝林』- 納蘭正德
- 『鐵面包公』- 白玉堂（中国語版）
- 『香江花月夜』- 周継業

1985年
- 『好女当差』- 高朗亭
- 『鍾無艷』- 司馬平
- 『後生可畏』- 羅祖光
- 『楊家将（中国語版）』-趙徳昭
- 『夜驚魂 - 紋身戀』- 設計師

1986年
- 『林沖』- 燕青

1989年
- 『野櫻花』- 譚兆昌

1992年
- 『皇城争霸』- 光緒帝

1993年
- 『剣神不敗』- 慕容剑秋
- 『勝者為王III王者之戰』- 易天揚

1995年
- 『九王奪位』- 文覚

1996年
- 『女人啊女人』

1997年
- 『國際刑警1997』- 林占

2006年
- 『賭海迷徒』：賭徒的迷思- 盧先生

2015年
- 『梟雄』- 翟金棠

2017年
- 『心理追兇 Mind Hunter』- 梁志峰

2018年
- 『守護神之保險調查』- 金先生

2019年
- 『荷里活有個大老千』- 顔雄（中国語版）

### ドラマ【中国台湾】
1987年
- 『葫蘆奇兵』- 林天鹿

1988年
- 『王昭君』- 漢元帝
- 『陳圓圓』- 呉三桂

1989年
- 『新啼笑因緣』- 何慕凡

### ドラマ【中国大陸(中華人民共和国)】
1996年
- 『东方教母』- 郎天賜

1997年
- 『新乱世佳人』- 冒銀南
- 『世紀末的童話』- 香本華

1999年
- 『天下有情』(※シリーズ)- 阿同（天下有情之天涯路）、高建國（天下有情之甜蜜蜜）、武藝（天下有情之阿福伝）、喬大龍（天下有情之火太陽）

2000年
- 『龍本多情』- 宋越

2001年
- 『反貪風暴』- 湯暁徳
- 『新江山美人』- 唐伯虎

2004年
- 『天下第一』- 萬三千

2005年
- 『香粉伝奇』- 朱元璋

2006年
- 『七剣下天山』- 敖隆

2007年
- 『龍門驛站』

2009年
- 『大丫鬟』- 沈淵(沈老爺)

2011年
- 『宮 パレス 〜時をかける宮女〜』- 康熙帝

2012年
- 『宮 パレス2〜恋におちた女官〜』- 鈕祜禄•阿霊阿
- 『血色黎明』- 陳浩明
- 『大商城』- 秦水市
- 『新施公案』- 沈嘉南
- 『嫁入豪門』- 曹震方

2013年
- 『宮廷の秘密〜王者清風〜（中国語版）』- 雍正帝
- 『隋唐演義 〜集いし46人の英雄と滅びゆく帝国〜』-楊堅(隋文帝)
- 『战国小兵』- 安楽侯
- 『薛丁山』- 玄武天尊
- 『武松』- 蒋門神（中国語版）
- 『五台山抗日传奇之独立连』- 柳生覇川

2014年
- 『隋唐英雄3（中国語版）』宝康王
- 『銭塘伝奇（中国語版）』- 雍正帝
- 『宮 パレス3』- 乾隆帝
- 『大南遷（中国語版）』- 田令孜
- 『末代皇帝伝奇〜The Last Emperor Legend〜（中国語版）』- 慶親王

2015年
- 『神医伝奇（中国語版）』- 姫乙
- 『仙侠剣』- 蘭鍾岳
- 『金釵諜影（中国語版）』- 胤祥
- 『ハンシュク〜皇帝の女傅』- 忠叔
- 『老婆大人是80后』- 汪显赫

2016年
- 『参工伝奇』- 馮郎中
- 『你好乔安』- 陳聡
- 『杜心五传奇』- 関父
- 『卿本佳人』- 鮑二爺

2017年
- 『江城警事』- 徐正金
- 『問題餐庁』- 袁睦(※ネットドラマ)
- 『卧底归来』- 九爺
- 『新侠客行』- 白自在（中国語版）
- 『国士無双黄飛鴻』- 劉永福

2018年
- 『利刃出擊』- 老五
- 『大清神捕2』- 江户川大田(※ネットドラマ)

2019年
- 『新・白蛇伝〜千年に一度の恋〜』- 梁相国
- 『善始善终』- 赖古川
- 『青春抛物线』- 邱志海

2020年
- 『明月曾照江東寒』- 王敦(※ネットドラマ)
- 『黑色灯塔』- 徐傲峰

2021年
- 『啼笑書香』- 皇帝

2021年
- 『平湖往事』
- 『昆仑神宫』- 明叔(※ネットドラマ)

### 映画
1982年
- 『レスリー・チャン 嵐の青春（中国語版）』- Pong
- 『彩雲曲』
- 『魔界』

1983年
- 『紅鬼仔』
- 『穿梭陰陽界』

1984年
- 『窺情』
- 『新天龍八部』- 段誉

1985年
- 『ポリス・ストーリー　香港国際警察』- 警察

1986年
- 『國父傳』- 鄧鏗

1987年
- 『東方禿鷹』
- 『你OK，我OK!』- 雷明燈

1988年
- 『龍之家族』- 龍家業
- 『應召女郎』
- 『血衣天使』- 畢奇

1989年
- 『亡命天涯』
- 『妙探雙龍』- Kent Tong

1991年
- 『卿本佳人』
- 『情不自禁』
- 『霊狐』
- 『蒼き獣たち』- 方向東

1992年
- 『チャウ・シンチーのロイヤル・トランプ2』- 呉応熊
- 『風流家族』- 湯尼黃
- 『亞飛與亞基』- 關公
- 『血衣天使』
- 『蛇魔追魂陣』
- 『積奇瑪莉』

1993年
- 『正牌韋小宝之奉旨溝女』- 康熙帝
- 『一九四九之劫後英雄伝』- 馮定國（中国語版）
- 『歲月風雲之上海皇帝』- 曹山
- 『上海皇帝之雄霸天下』- 曹山
- 『天山玉女剣』

1994年
- 『冷血人狼』
- 『赤裸狂花』
- 『越境大追殺』

1996年
- 『即時行刑』

1998年
- 『生死邊緣』

2002年
- 『手足情深』

2004年
- 『精裝追女仔2004』- 靚湯
- 『ムービング・ターゲット』

2005年
- 『猛龍』段辺虎
- 『終極格門』

2006年
- 『師奶唔易做』- 李生

2007年
- 『兄弟（中国語版）』厳国驅
- 『危險人物』

2011年
- 『女王』
- 『暗洞』

2014年
- 『永春白鶴拳之擎天畫卷』

2015年
- 『默守那份情』
- 『夢想合伙人』- 周先生
- 『詭動』

2016年
- 『非同小可』
- 『大唐玄奘（中国語版）』- 木叉法师
- 『看见我和你』- 秦東
- 『怦•心跳』- 馬天宇
- 『云的童话』- 主任(※ネット映画)

2017年
- 『追龍』- 顔雄（中国語版）
- 『降魔傳』- 玉帝

2018年
- 『絶命槍王』(※ネット映画)
- 『棟篤特工』- 關公

2019年
- 『猛龙行动之绝密代码』- 李英豪(※ネット映画)
- 『天地有情之兄弟』(※ネット映画)
- 『太白剣』- 汪真(※ネット映画)
- 『陈叔今年70岁』陳国慶(※老年期) (※ネット映画)

2020年
- 『奇葩遺囑』- 院長(※ネット映画)
- 『小天使与流浪汉』- 夏仲延(※ネット映画)
- 『寻找D女郎』 (※ネット映画)
- 『大上海之奪宝奇兵』- 陳富(※ネット映画)

2021年
- 『無間風暴』- 黎叔(※ネット映画)
- 『锦鼠御猫之九幽血狼』(※ネット映画)

2022年
『老板娘2无间潜行』- 坤哥(※ネット映画) 
『遗嘱囧事』(※ネット映画)
2023年
『狙撃之王：暗殺』- 坤沙(※ネット映画)